# Cleomenes vittatoides
Cleomenes vittatoides là một loài bọ cánh cứng trong họ Cerambycidae.